# Индустријска зона D1 (Новара)
Индустријска зона D1 је насеље у Италији у округу Новара, региону Пијемонт.
Према процени из 2011. у насељу је живело 6 становника. Насеље се налази на надморској висини од 312 м.